# ROH Hall of Fame
El ROH Hall of Fame es una institución que rinde honores a la carrera de antiguos empleados de Ring of Honor (ROH). Fue creado oficialmente el 26 de enero de 2022 por la empresa Ring of Honor como parte de la celebración de los 20 años.
El 31 de enero, The Briscoes (Mark Briscoe & Jay Briscoe) fueron revelados como los primeros en ser inducido en el Salón de la Fama.

## Miembros
Generalmente, los miembros son luchadores activos que posteriormente anuncian su retiro o compiten en otras compañías. Estos son los actuales miembros del ROH Hall of Fame.
| Año  | Nombre          | Inducido por | Campeonatos y logros |
| ---- | --------------- | ------------ | --- |
| 2022 | The Briscoes    | TBA          | Ver lista- IWGP Tag Team Championship (1 vez) - ROH World Six-Man Tag Team Championship (2 veces) - ROH World Tag Team Championship (12 veces) - Honor Rumble (2009) |
| 2022 | - Jay Briscoe   | TBA          | Ver lista- ROH World Championship (2 veces) |
| 2022 | - Mark Briscoe  | TBA          | Ver lista- Honor Rumble (2013) |
| 2022 | Bryan Danielson | TBA          | Ver lista- ROH World Championship (1 vez) - ROH Pure Championship (1 vez) - Survival of the Fittest (2004)                                                           |
| 2022 | Samoa Joe       | TBA          | Ver lista- ROH World Championship (1 vez) - ROH Pure Championship (1 vez) - ROH World Television Championship (1 vez - actual)                                       |
| 2022 | CM Punk         | TBA          | Ver lista- ROH World Championship (1 vez) - ROH World Tag Team Championship (2 veces)                                                                                |

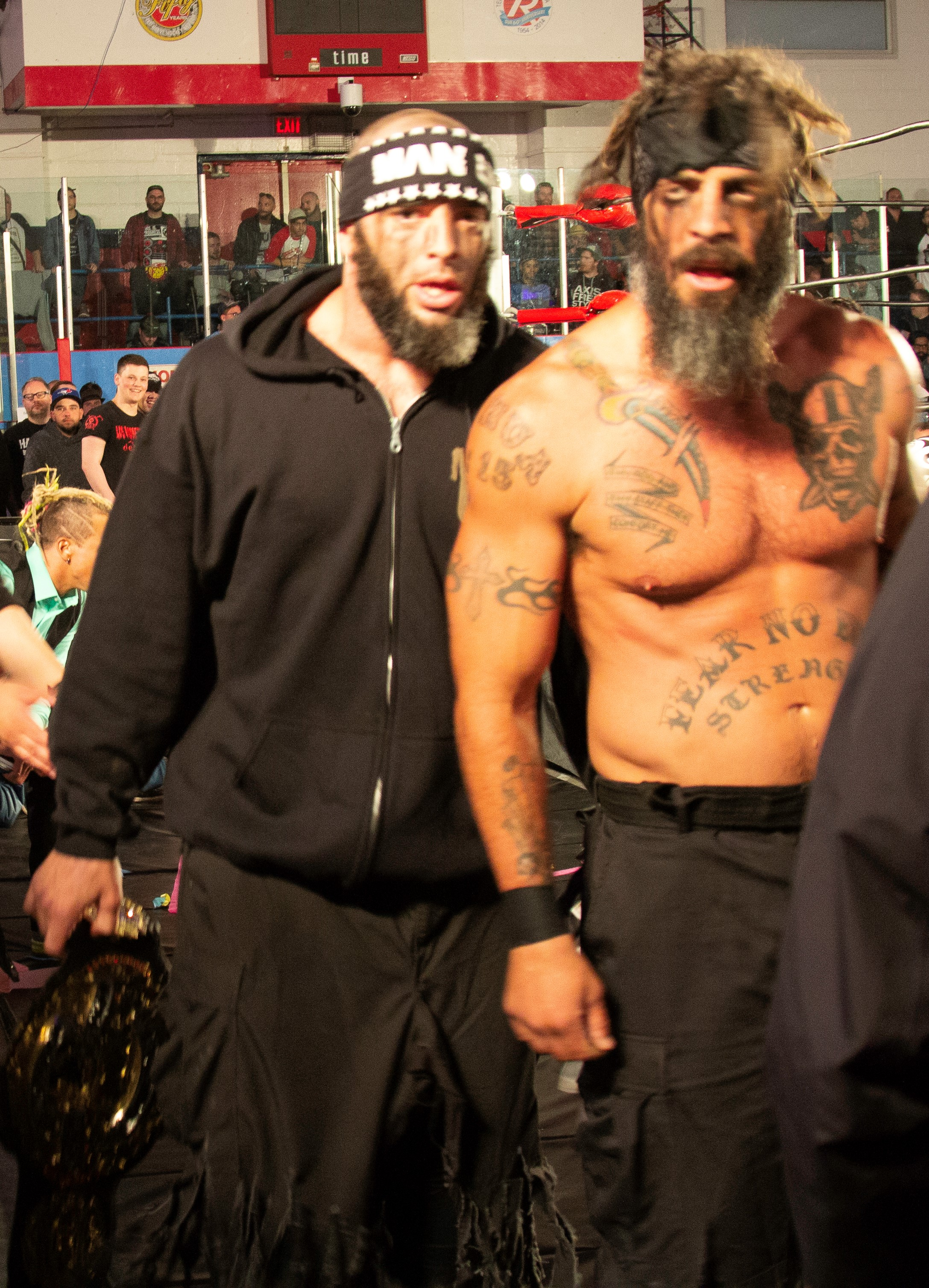
The Briscoes (Mark Briscoe & Jay Briscoe)
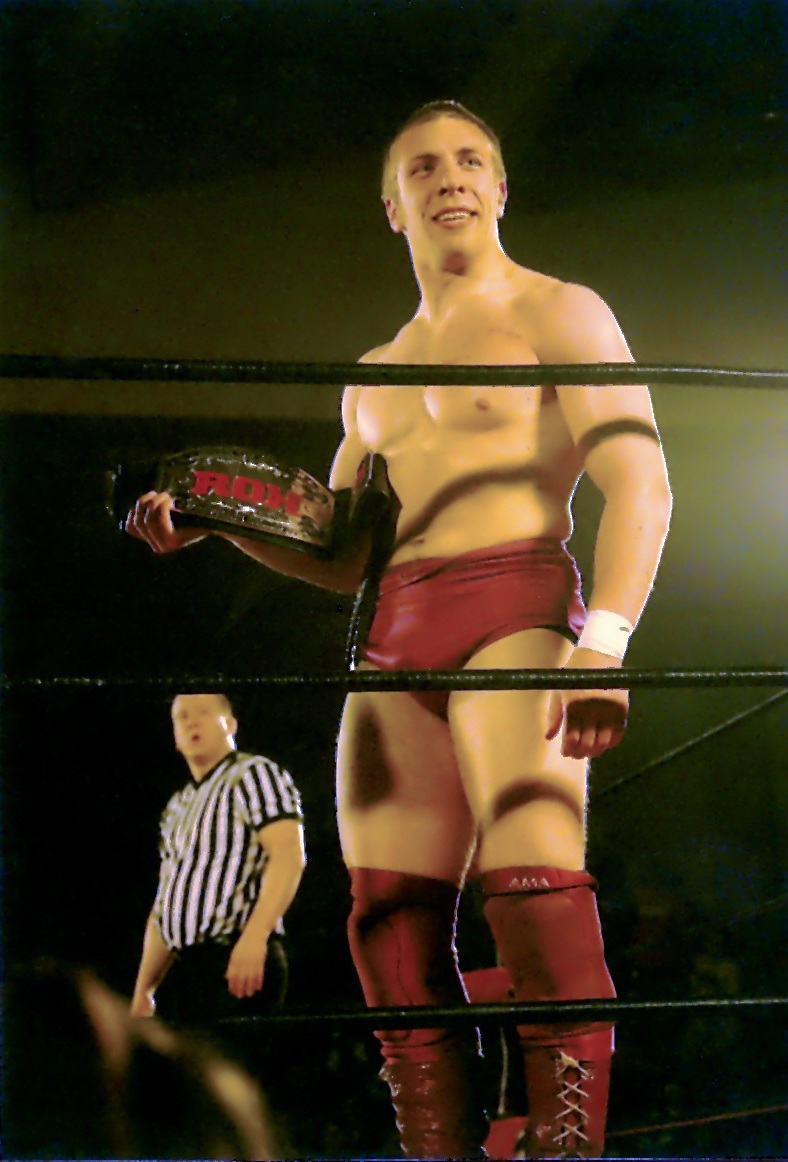
Bryan Danielson
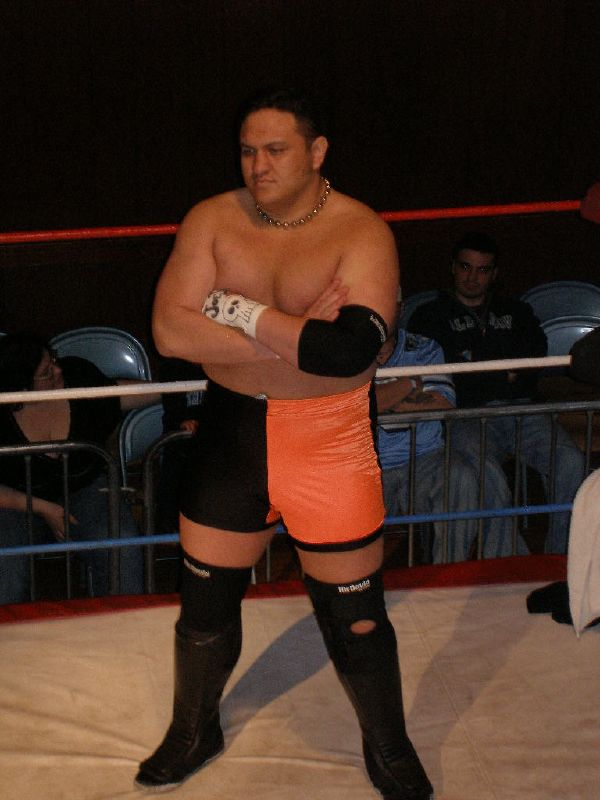
Samoa Joe
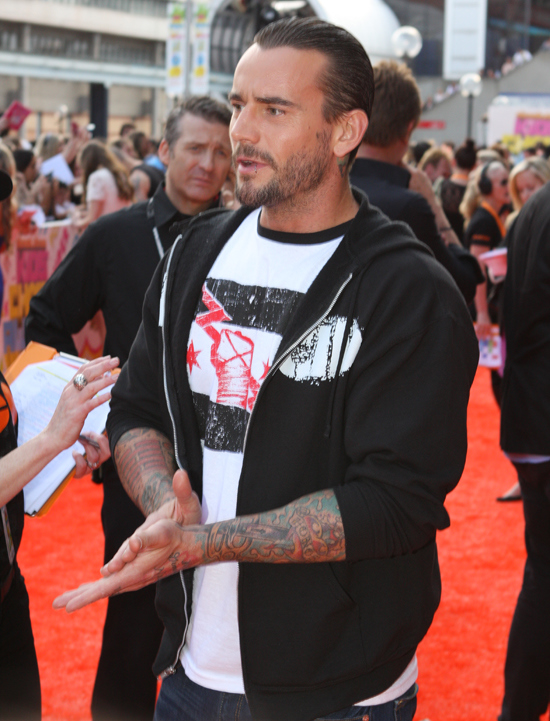
CM Punk